# Султансах
Султансах или Султаншах (на турски: Sultanşah) е село в Източна Тракия, Турция, Вилает Одрин. Околия Узункьопрю.

## География
Селото се намира на 22 км източно от Узункьопрю.

## История
В началото на 20 век Султансах е село в Узункюприйска кааза на Османската империя. Според статистиката на професор Любомир Милетич в 1912 година в селото живеят помаци.